# Ammotrypane remigera
Ammotrypane remigera är en ringmaskart som beskrevs av Ehlers 1918. Ammotrypane remigera ingår i släktet Ammotrypane och familjen Opheliidae. Inga underarter finns listade i Catalogue of Life.